# Psapp
Psapp – brytyjski zespół muzyczny założony w roku 2002 przez Galię Durant oraz Carima Clasmanna. Swoją muzykę nazywają „toytroniczną” (ang. toy – zabawka) ponieważ powstaje przy pomocy wielu zabawek oraz instrumentów przeznaczonych dla dzieci. Piosenka Cosy in the Rocket (ang. „Przytulnie w rakiecie”) została wykorzystana jako motyw przewodni w serialu Chirurdzy.

## Albumy
- Northdown (2004)
- Tiger, My Friend (2004)
- The Only Thing I Ever Wanted (2006)

## Single
- Tricycle (2006)